# Ізумрудне (Казахстан)
Ізумру́дне (каз. Изумрудное) — село у складі Абайського району Карагандинської області Казахстану. Входило до складу Самарського сільського округу. Ліквідоване 2023 року шляхом включення до складу адміністративно-територіальної одиниці та території села Самарка Самарського сільського округу, а потім зняте з облікових даних.
Населення — 27 осіб (2021; 64 у 2009, 457 у 1999, 1240 у 1989).
Станом на 1989 рік село називалось Ізумрудний і мало статус селища міського типу.